# Srinagarindra
Sua Altezza Reale la principessa madre Srinagarindra (lingua thai: สมเด็จพระศรีนครินทราบรมราชชนนี: trascrizione RTGS: Somdet Phra Srinagarindra Boromarajajonani; Nonthaburi, 21 ottobre 1900 – Bangkok, 18 luglio 1995) è stata una principessa thailandese, madre di Ananda Mahidol e Bhumibol Adulyadej, sovrani del Regno di Thailandia.
Proveniente da una famiglia di origini comuni, non ottenne il titolo di regina madre riservato alle madri dei re nate in famiglie di sangue reale.
Conosciuta in Thailandia anche con il vezzeggiativo "nonna reale" (in thai: สมเด็จย่า, RTGS: Somdet Ya), era chiamata anche "celeste mamma reale" (in thai: แม่ฟ้าหลวง, RTGS: Mae Fah Luang) dai membri di diverse tribù di montagna, delle quali era una protettrice.

## Biografia
Terzogenita di quattro figli della famiglia Chukramol, fu battezzata alla nascita con il nome Sangwan Talapat. Orfana di entrambi i genitori a nove anni, aveva appreso a leggere e scrivere dalla madre, un fatto a quei tempi raro per le donne del Siam, l'odierna Thailandia. Fu quindi allevata da una zia che aveva una piccola attività commerciale e fu costretta ad abbandonare gli studi per mancanza di soldi. Continuò ad esercitarsi a leggere frequentando un'amica della zia che aveva un negozio di libri a noleggio.

### Gli studi
In giovane età ebbe accesso alla corte reale prestando servizio per la principessa di Phetchaburi Valaya Alongkorn, figlia di re Chulalongkorn (Rama V) e della regina Savang Vadhana. Poté riprendere gli studi alla scuola Satri Wittaya mentre viveva presso la bambinaia del principe di Songkla Mahidol Adulyadej, fratello minore di Valaya Alongkorn. Venne in seguito allevata dal chirurgo di corte, che la spronò a studiare da infermiera. Iniziò i corsi a 13 anni all'ospedale Siriraj di Bangkok e ottenne il diploma di infermiera a 16, iniziando subito a lavorare nello stesso ospedale.
L'anno successivo, il principe di Chainat Rangsit Prayurasakdi, direttore del college di medicina del Siriraj nonché fratellastro di Valaya Alongkorn e Mahidol Adulyadej, le fece avere una borsa di studio per approfondire l'istruzione di infermiera negli Stati Uniti, dove si trasferì dopo un corso intensivo di 6 mesi di lingua inglese a Bangkok. Lo scopo del soggiorno americano era quello di creare personale specializzato che potesse insegnare al ritorno in Siam quanto aveva appreso.
Si imbarcò il 13 agosto 1917 sulla nave Kuala con altri venti studenti siamesi e giunse a San Francisco, per poi alloggiare un anno a Berkeley presso una famiglia americana. Nel 1918 andò a Boston con altri studenti siamesi per partecipare a un corso di grammatica inglese e furono accolti alla stazione dal principe Mahidol, che fu subito colpito dalla bellezza di Sangwan.

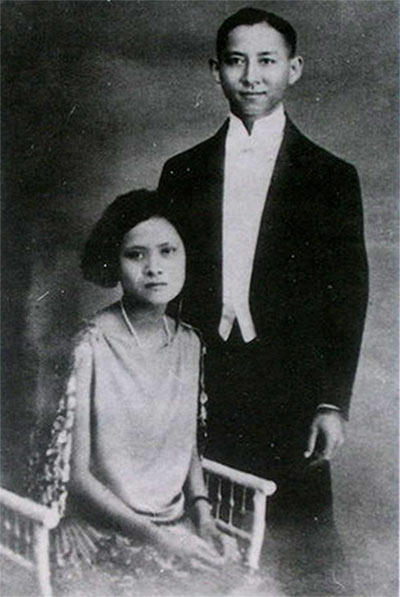
Mahidol Adulyadej e Mom Sangwan il giorno del fidanzamento

### Fidanzamento e matrimonio
Il principe Mahidol Adulyadej fece alloggiare Songwan presso una famiglia locale della vicina Hartford, nel Connecticut, ed iniziò a frequentarla sempre più spesso. La coppia ottenne nel 1919 il permesso per fidanzarsi e per la cerimonia il principe le diede in dono un anello di diamanti a forma di cuore, lo stesso che 30 anni dopo il loro figlio Bhumibol Adulyadej avrebbe regalato il giorno del matrimonio alla moglie Sirikit. Dopo il fidanzamento, i due si trasferirono a Cambridge, in Inghilterra, dove Sangwan alloggiò presso due sorelle inglesi che la istruirono in algebra, latino, francese e inglese. Il principe le assegnò anche una donna americana come guida ai musei e alle gallerie d'arte.
Sposando nel 1920 Mahidol Adulyadej, la giovane ottenne il titolo e il nome Mom Sangwan Mahidol na Ayudhya. Ebbero i seguenti figli:
- La principessa Galyani Vadhana, nata il 6 maggio 1923 e morta il 2 gennaio 2008. Principessa de Naradhiwas.
- Il principe Ananda Mahidol, nato il 20 settembre 1925. Diventato re del Siam nel 1935, fu assassinato il 9 giugno 1946.
- Il principe Bhumibol Adulyadej, nato il 5 dicembre 1927 e diventato re alla morte del fratello.

Al matrimonio fece seguito una lunga vacanza in Europa, prima di ritornare a Boston, dove Mahidol riprese gli studi al Massachusetts Institute of Technology (MIT) di Harvard, mentre Sangwan si iscrisse a un corso di infermieristica al Simmons College, specializzandosi in chimica e nutrizione. Dopo aver superato gli esami, la principessa entrò a sua volta al MIT per studiare medicina nella sessione estiva.
A Boston furono conosciuti come Mr. e Mrs. Mahidol Songkla e, oltre a studiare, si dedicarono sotto il patrocinio reale alle attività della Siam Association of USA, che era stata istituita dal principe, e frequentarono altri studenti siamesi.

### Morte del principe Mahidol
Il principe Mahidol Adulyadej fu afflitto da problemi ai reni durante l'ultimo anno trascorso in America, durante il quale riuscì a laurearsi. Subito dopo si fece operare di appendicite e appena fu in grado di viaggiare, la coppia tornò in Europa, dove nel 1923 nacque la primogenita Galyani Vadhana a Londra. Nello stesso anno tornarono in patria e il principe ebbe incarichi al vertice della Sanità e della Pubblica Istruzione. Nel 1925 tornarono in Europa, ad Heidelberg, dove Mahidol fu nuovamente curato ai reni. Nella città tedesca nacque Ananda Mahidol, e poco dopo tornarono ad Harvard. Nell'università americana il principe ottenne nel 1927 un master's degree in medicina e qualche mese prima nacque l'ultimo figlio Bhumibol Adulyadej.
Nel dicembre del 1928 la coppia tornò in Siam ed il principe riprese a lavorare nei settori della Pubblica Istruzione e della Sanità. Ben presto si ripresentarono i problemi renali e il principe morì a Bangkok il 24 settembre 1929. Sangwan aveva a quel tempo 29 anni e i tre bambini dai 6 ai 2 anni. La principessa Galyani Vadhana studiò all'esclusiva Scuola Rajini, mentre i principi frequentarono l'asilo cattolico della Mater Dei.

### Nuovo viaggio in Europa e nomina a re del Siam di Ananda Mahidol
Il 24 giugno 1932 ebbe luogo la cosiddetta rivoluzione siamese del 1932, un colpo di Stato che costrinse il re Rama VII a concedere la monarchia costituzionale. La casa reale siamese fu messa in disparte e molti dei suoi membri si rifugiarono all'estero. Per Mom Sangwan ed i suoi bimbi fu scelta Losanna, in Svizzera; la famiglia ed alcuni aiutanti si misero in viaggio nell'aprile del 1933.
Dopo forti contrasti con i militari al potere, Rama VII abdicò il 2 marzo 1935; il re non aveva figli e rinunciò a designare un erede. I rami principali della famiglia reale si erano estinti e, secondo la legge di successione siamese al trono promulgata nel 1924, risultò che la carica di nuovo sovrano spettasse al principe Ananda Mahidol, che aveva solo 9 anni. La famiglia rimase però in Svizzera, e la reggenza fu affidata dal Parlamento siamese a due nobili. Con la nomina a re di Ananda, a Mom Sangwan fu conferito il titolo di "principessa madre Sri Sangwan"; le sue origini popolari le impedirono di ottenere il titolo di regina madre.

### Ritorno in Siam
Nel 1938, la famiglia reale compì un viaggio in patria che durò due mesi. I siamesi ebbero modo di apprezzare le doti di maturità del nuovo re, al quale la madre fece visitare i templi e i siti storici nella zona della capitale. A sua volta Sangwan fu apprezzata dal popolo per l'educazione impartita al sovrano. Le fu riconosciuto il titolo di Sua Altezza Reale.
Durante il soggiorno, la principessa madre diede il via a una serie di progetti filantropici per aiutare i poveri sotto il profilo sanitario. Il re fece stanziare dei soldi per finanziare la costruzione di un ospedale nella Provincia di Lopburi, e i suoi fratelli fecero delle donazioni per un centro sanitario nella Provincia di Samut Sakhon. Il viaggio di ritorno in Svizzera ebbe luogo nel gennaio del 1939. Quello stesso anno i nazionalisti al potere ribattezzarono Thailandia il Siam, un nome di origini cinesi giudicato inadatto.

### Seconda guerra mondiale
Le difficoltà che investirono la Svizzera con lo scoppio della seconda guerra mondiale ebbero delle ripercussioni anche nello stile di vita della famiglia reale thailandese. Malgrado le ristrettezze a cui Sangwan abituò i propri figli, fu conservata la tradizione familiare di mantenere i contatti con altri espatriati thai e di organizzare con questi cene nella casa di famiglia. Si erano rifugiati nella neutrale Svizzera molti altri thailandesi che vivevano in Paesi europei gravemente coinvolti nel conflitto, e Sangwan trovava il modo di aiutarli economicamente.
I due figli minori continuarono a studiare all'École Nouvelle de la Suisse Romande, mentre la primogenita si iscrisse in una scuola internazionale di Ginevra. Il giovane re studiò l'inglese, mentre a tutti furono impartite lezioni di lingua thai da un tutore inviato dal governo di Bangkok. La famiglia rimase in Svizzera fino a quando tutti i figli si laurearono.

### Ritorno in Thailandia e assassinio di re Ananda Mahidol
Alla fine del 1945 la famiglia reale fece rientro in patria in aereo. La principessa madre, a quel tempo quarantacinquenne, si dimostrò a proprio agio e particolarmente apprezzata per aver cresciuto al meglio i propri figli. I thailandesi nuovamente furono entusiasti di riavere tra loro il sovrano e la famiglia reale. Anche questa volta la visita era temporanea, visto che i figli non avevano ancora portato a termine gli studi.
Il governo ottenne che la partenza dei reali fosse rinviata a dopo il 9 maggio 1946, data in cui era fissata la promulgazione della nuova costituzione, e dopo la riapertura del parlamento a inizio giugno. Il re Ananda Mahidol fu misteriosamente assassinato nella sua stanza del Grande Palazzo Reale il mattino del 9 giugno 1946, quattro giorni prima del volo di rientro in Svizzera. Le circostanze del delitto non sono mai state chiarite. Nel febbraio del 1955, tre degli attendenti del re sarebbero stati giustiziati dopo che un tribunale li riconobbe colpevoli in quello che molti hanno definito un processo "farsa". Lo stesso giorno della tragedia, il parlamento decise unanimemente di nominare re il terzogenito Bhumibol Adulyadej.

### Nuovo ritorno in Svizzera
Nell'agosto del 1946, il re e la madre tornarono in Svizzera, dove Bhumibol iniziò a studiare Scienze Politiche, Diritto e Economia, per prepararsi ai suoi doveri di sovrano. Il 4 ottobre 1948, il re ebbe un serio incidente automobilistico e fu ricoverato in ospedale. Nei mesi successivi, la madre si dedicò ad aiutare il figlio a recuperare la salute. Fu in questo periodo che il re conobbe e cominciò a frequentare la sua futura moglie Sirikit, figlia dell'ambasciatore thai a Londra.
Il sovrano tornò definitivamente in Thailandia nel 1951 con la moglie e la primogenita Ubolratana Rajakanya, mentre la principessa madre decise di rimanere a Losanna. Tra il 1952 ed il 1963 tornò per alcuni periodi ed in particolari occasioni, come per le nascite di nuovi nipoti ed i funerali della regina Savang Vadhana. Si trattenne generalmente solo per un paio di mesi; nel 1960, in occasione della visita in Europa e negli Stati Uniti della coppia reale, Sawang assunse la reggenza del Paese per 6 mesi, evento che si ripeté nel 1967. Fu la terza reggente del Paese dopo la regina Saovabha Bongsri, consorte del re Chulalongkorn, e la regina Sirikit.

### Progetti assistenziali dopo il ritorno in Thailandia
Dopo essere tornata definitivamente in Thailandia, la principessa madre si dedicò a vari progetti di beneficenza, In particolare, durante un soggiorno nella zona di Chiang Mai nel 1964, scoprì l'estrema povertà delle locali tribù di montagna e le condizioni di disagio della Polizia di Pattugliamento Frontiera. Negli anni seguenti fece regolari visite in tali aree, contribuendo alla scolarizzazione e alla creazione di strutture sanitarie per le minoranze etniche più povere. Nelle stesse zone promosse diversi progetti di conservazione ambientale.
Tra le attività assistenziali a cui la principessa madre ha contribuito, vi sono state donazioni in denaro, cibo e vestiario per le popolazioni meno abbienti, fondazioni di supporto per la Polizia di Pattugliamento Frontiera e per le persone colpite da lebbra o malattie mentali. Oltre a donare il proprio denaro, i fondi per finanziare tali attività provenivano dalla vendita di manufatti la cui produzione aveva personalmente promosso. Il 21 ottobre, data del suo compleanno, è diventato la "Giornata del benessere sociale nazionale", in omaggio ai molti progetti che la principessa madre ha aiutato.

#### Istruzione
Particolarmente importanti furono le iniziative patrocinate dalla principessa madre Srinagarindra nel campo dell'Istruzione, il settore a cui si era dedicata da giovane frequentando le scuole infermieristiche per diventare insegnante. Instillò la mentalità di fare beneficenza per promuovere l'istruzione, che aveva mutuato dal marito, anche ai propri figli, che crebbero studiando a fondo le materie più disparate. Nel 1920, poco dopo il matrimonio, iniziò ad elargire donazioni agli studenti più bisognosi. Finanziò la Polizia di Pattugliamento Frontiera per diffondere l'istruzione tra le minoranze etniche delle zone più povere e remote del Paese, favorendone l'inserimento nella cultura nazionale.

#### Sanità
Di grande portata furono anche le sue iniziative per sradicare malattie e diffondere il benessere tra le popolazioni più povere. Era convinta che, come le aveva insegnato il marito, una persona sana avrebbe trovato un buon impiego e avrebbe contribuito allo sviluppo nazionale. In questo ambito si mosse facendo avere borse di studio agli studenti di medicina, favorendo i viaggi di aggiornamento e studio all'estero e aumentando le entrate dei dottori meno pagati.
Ingenti fondi furono stanziati grazie a lei anche per gli aspiranti infermieri, fondò l'Associazione infermieristica thailandese e patrocinò la costruzione di ospedali e scuole infermieristiche. Creò nel 1969 nella Provincia di Chiang Mai, dove si trovano molti villaggi di minoranze bisognose, l'unità mobile di "Volontari medici della principessa madre", composta da volontari medici, infermieri e impiegati che nei fine settimana garantivano prestazioni gratuite nelle aree remote. Lei stessa partecipava a tali iniziative stilando prescrizioni mediche e fornendo assistenza ai malati. Promosse un sistema radio di consulto tra medici in ospedale e i pazienti negli ambulatori dei villaggi sperduti.

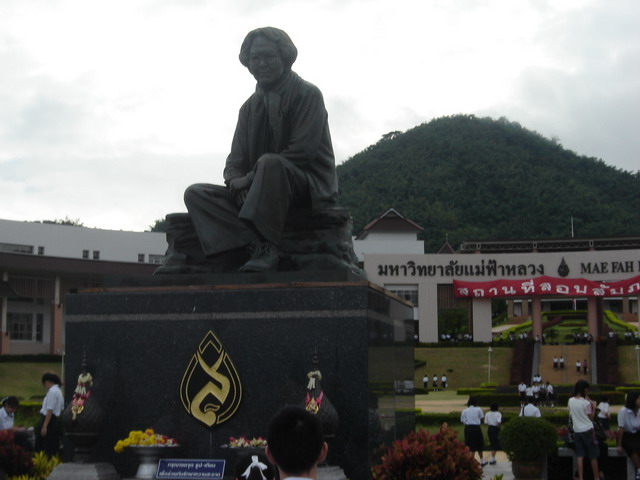
Monumento alla principessa madre all'entrata dell'Università Mae Fah Luang di Chiang Rai

#### Protezione ambientale
La principessa Srinagarindra era amante della natura, appassionata sciatrice, in estate amava le escursioni a piedi tra le colline, durante le quali raccoglieva fiori, altra sua grande passione. Durante tali camminate visitava spesso le tribù collinari, rinnovando gli aiuti medici, e tali sforzi furono premiati con il soprannome "celeste madre reale" (Mae Fah Luang), che i membri di tali tribù le assegnarono. In suo onore è stata fondata l'Università Mae Fah Luang a Chiang Rai nel 1998. La principessa madre si rese conto che la pratica del debbio utilizzata da queste tribù impoverisce il terreno e fa sparire le piante, e si impegnò per la riforestazione di tali aree.
Fece arrivare colture tropicali e diede il via a progetti sperimentali di coltivazione. Tale iniziativa ebbe successo e tuttora in molti villaggi si raccolgono nuovi frutti e verdure, con un aumento delle entrate. Contribuì ad istituire il Centro di riabilitazione tossicodipendenti, addestrandoli a piantare colture alternative sui propri terreni.

## Morte e funerali
Oltre che come genitrice di due sovrani, grazie alle proprie attività a sfondo sociale, la principessa madre divenne molto amata dai thailandesi. Nel 1991 cadde nella propria camera e non riuscì mai a riprendersi completamente. Tra il 1993 ed il 1995 fu ricoverata più volte nell'ospedale Siriraj di Bangkok, dove morì il 18 luglio 1995 all'età di 94 anni. Fu una delle più longeve donne della casa reale thailandese.
Le sue spoglie furono esposte nella Sala del trono del Palazzo reale e una moltitudine di gente accorse da ogni parte del Paese per renderle omaggio, compresi molti membri delle tribù di montagna da lei aiutate. La cremazione reale ebbe luogo nella piazza reale Sanam Luang il 10 marzo 1996 e per l'occasione fu eretto un imponente crematorio simboleggiante il sacro Monte Meru dell'Induismo. Alla cerimonia assistettero migliaia di persone e fu uno degli eventi più grandi mai avvenuti in Thailandia. Il fuoco fu acceso dal figlio, il re Bhumibol Adulyadej. Le sue ceneri riposano ora accanto a quelle del marito nel Cimitero reale del Wat Ratchabophit di Bangkok.